# Иванов, Данил Сергеевич
Данил Сергеевич Иванов (род. 2 марта 1983, Новосибирск) — российский политик, депутат Государственной Думы Федерального Собрания Российской Федерации 6-го созыва.

## Биография
С 2010 по 2015 г. — депутат Законодательного собрания Новосибирской области.

### Депутат госдумы
22 июня 2016 года ЦИКом Данилу Иванову передан вакантный мандат депутата Государственной Думы РФ шестого созыва, который освободился после исключения из парламента Ильи Пономарева.
Через 2 дня состоялось последнее заседание государственной думы этого созыва, на котором был принят в том числе и «пакет Яровой».
Баллотировался в госдуму 7-го созыва, но не прошел.